# Poringland
Poringland är en ort och civil parish i Storbritannien.   Den ligger i grevskapet Norfolk och riksdelen England, i den sydöstra delen av landet, 150 km nordost om huvudstaden London. Poringland ligger 49 meter över havet och antalet invånare är 4 675.
Terrängen runt Poringland är huvudsakligen platt. Poringland ligger uppe på en höjd. Runt Poringland är det ganska tätbefolkat, med 124 invånare per kvadratkilometer. Närmaste större samhälle är Norwich, 7,5 km nordväst om Poringland. Trakten runt Poringland består till största delen av jordbruksmark.